# Kofaktor F430
F430 je prostetička grupa enzima metil koenzim M reduktaze. On je prisutan jedino u metanogenim arhejama. Ovaj enzom katalizuje otpuštanje metana u finalnom koraku metanogeneze:

## Korfin
Priroda koristi više tetrapirola - hemove, hlorofil, i kobalamin. F430 je najviše redukovani tetrapirol u prirodi, sa samo pet dvostrukih veza. Ovaj specifični tetrapirolni derivat se naziva korfin. Zbog njegovog relativnog nedostatka konjugovanog nezasićenja, on je žut, umesto intenzivno ljubičasto-crvene boje nezasićenijih tetrapirola. On je isto tako jedini tetrapirolni derivat u prirodi koji sadrži nikal. Ni(II) je suviše mali za N4 mesto vezivanja korfina, te makrociklus poprima neplanarnu strukturu.